# 新門辰五郎
新門 辰五郎（しんもん たつごろう、寛政12年（1800年）? - 明治8年（1875年）9月19日）は、江戸時代後期の町火消、侠客。
実父は飾職人・中村金八。町田仁右衛門の養子となる。娘の芳は江戸幕府15代将軍・徳川慶喜の側室。「新門」は金龍山浅草寺僧坊伝法院新門辺りの責任者である事に由来する。生年月日は寛政4年3月5日（1792年4月25日という説もある）。「新門」は「しんもん」と読まれるが、当人は「あらかど」と名乗っていた、とする説がある。

## 生涯
武蔵国江戸下谷山崎町（現在の東京都台東区下谷）に煙管職人の子として生まれる。幼少の頃に実家の火事で父が焼死、或いは自宅から出火し近辺を類焼した責任を取り、町火消になったと伝えられる。浅草十番組「を組」の頭である町田仁右衛門の元へ身を寄せ、火消や喧嘩の仲裁などで活躍する仁右衛門に目をかけられ婿養子となり、辰五郎の名を与えられた。
文政4年（1821年）の浅草花川戸での火事の際、火災現場で辰五郎は纏を掲げて屋根に上ったが、遅れてやってきた筑後国柳川藩立花家の大名火消も屋根に纏を揚げた。屋根に火消組の纏を掲げる行為はこの場の消火活動を同組が仕切ることを表明する行為であり、火消の誉れであり、これは先着が優先とされていた。大名（武士）と町人という身分の違いこそあれ、柳川藩立花家側のマナー違反であり、自分や「を組」ひいては町火消そのものが武士から恥辱を受けた、と考えた辰五郎は自分の持つ纏で柳川藩の纏持ちを殴りつけたため、柳川藩の纏持ちは転落し負傷した。このため両陣営が喧嘩となった。鎮火後、辰五郎は単身で柳川藩藩邸に乗り込み、下手人は自分であるため好きにしろ、と啖呵を切った。堂々と乗り込んできた辰五郎に対し、柳川藩はこれを処分することができず、辰五郎は無罪放免となった。この顛末は世間の評判となり、を組の火消の辰五郎は江戸の町で名を上げた。
18歳で仁右衛門の娘の錦を貰い養子縁組し、文政7年（1824年）に「を組」を継承した。同組の200余名の火消の棟梁としてだけではなく、侠客や博徒、的屋や香具師などの元締め的存在であった。
天保5年（1834年）7月、芝麻布桜田町の武家屋敷の火災の際、「ろ組」と「と組」が揉め始め、「を組」の梯子持ちが巻き込まれて重傷を負った。三組が睨み合い、三つ巴の喧嘩が始まろうとした際、辰五郎が輪の中心に入り「この喧嘩は辰五郎が預かった」と一喝したため、喧嘩は収まった、なる話がある。 なおこの際に、火事場の視察中であった馬上の南町奉行池田播磨守（池田頼方）が「この仲裁、辰五郎に任せたぞ。」と一任して去っていった、とする話も伝わるが、池田はこの当時は町奉行でも播磨守でもない。
弘化2年（1845年）正月24日に青山で起こった火事（青山火事）の現場で、を組と久留米藩有馬家の有馬頼永率いる大名火消とが乱闘になり死傷者が出た。非は有馬側にあったとされるものの、辰五郎は身分上下の筋が通らないとして自ら出頭し、責任を取って江戸所払いとなる。
しかし夜な夜な江戸市中の二人の妾の元へ通い、その邸宅から子分に指示を出していたことが露見し再逮捕され、石川島の人足寄場に送られた。翌年の大火の際、佃島に迫った火災に対し、牢仲間の博徒小金井小次郎と共に寄場の人足（囚人）を率いて消火活動を行い、油倉庫を救った。この功績を南町奉行遠山景元に賞され、放免とされた。
評判の辰五郎に、上野大慈院別当・覚王院義観が浅草寺界隈の掃除方（一帯の取締）を依頼した。辰五郎はこれにより、浅草の的屋や香具師などの上に立つようになり、財を成した。前寛永寺座主の舜仁法親王が浅草新門あたりに隠棲した際、幕府より周辺の警護を命じられ、以降「新門」を名乗るようになった。
幕府の高級官僚だった勝海舟とも交流があったと言われ、その著書『氷川清話』の中でも触れられている。
義観の仲介により一橋慶喜（徳川慶喜）と知り合ったと伝えられ、のちに娘の芳は慶喜の妾となっている。元治元年（1864年）に禁裏御守衛総督に任じられた慶喜が京都へ上洛すると慶喜に呼ばれ、子分250名を率い、同じく60人を率いた息子の松五郎と共に東海道を上洛して、二条城の警備などを行った。大坂と京にも邸宅を構え、同地の火消の任を与えられた。同地滞在中、部下に梯子乗りを披露させて京童の肝を抜いたと伝わる。慶応3年（1867年）の大政奉還ののち、鳥羽・伏見の戦いの幕府方敗戦後に慶喜が大坂から江戸へ逃れた際には辰五郎らも一旦撤退したが、大坂にとって返し、大坂城に残されたままになっていた徳川将軍直属軍の象徴「家康以来の金扇の大馬印」を取り戻すと、これを掲げたまま東海道を下って無事送り届けた。
のち慶喜が謹慎していた上野寛永寺の寺の警護に当たっている。旧幕臣（彰義隊）と新政府軍による上野戦争に際しては、寛永寺伽藍の防火と鎮火、延焼の防止に勤め、慶喜が水戸（茨城県）さらに駿府（現静岡市葵区）へと移されそれぞれの地で謹慎させられた際もそれぞれの地で警護を務めている。徳川家が駿河国（駿府藩）に移されることになった際、旧幕臣の集まりが悪かったため、将軍最後の大名行列を編成するには寂しいことになりそうであった。辰五郎が江戸中の配下に声をかけ、侠客や町火消が装備を纏って集結し、江戸町火消全組の纏が振り投げられ、数千人の火消らが警護する中、幕府は江戸を後にした。この行列には江戸城から運び出された将軍家の金2万両も含まれていたが、この金も辰五郎らが警備し運搬した。
駿河到着後は駿府の常光寺に住んだ。同地の火消を組織し、歌舞伎の芝居小屋も整備した。駿河国清水の著名な侠客であった清水次郎長とも知縁であったと伝えられる。遠江国磐田郡での製塩事業にも協力した。その後、東京（江戸）へ帰って、明治8年（1875年）に没。享年75（または83）。
辞世の歌は、「思ひおく まぐろの刺身 鰒汁（ふぐとしる） ふっくりぼぼに どぶろくの味」。

## 人物
- わ組の元頭の鈴木三治郎は後年、70を越えた辰五郎は色白小太りで背も高くなかったと、また上着の袖下からカラフルな襦袢を重ね着で見せる洒落者であった、とも語っている。
- 江戸の侠客の中でも図抜けた資金力を誇り、支配下の的屋が納める場所代などで、押入の床が抜けたとされる。その資金力をもって、幕末期には、江戸のほか、京都に2軒、大坂堂島に屋敷を構えていた[6]。
- 辰五郎は明治になってから行われた祭礼で、祭礼の提灯の上側に日の丸[7]、下側に葵紋が書かれていたのを見て激怒し、これを破り捨てた。激怒した理由は辰五郎が徳川家を天皇の上に考えていたからだとされる[8]。
- 明治の教育家である江原素六は、新門辰五郎を日本の侠客の最後であると評した。
- 上方滞在中、大坂城で地雷火の暴発により火災が発生したが、辰五郎は部下を指揮し、廊下に積み上げられていた数百の酒樽を割って速やかに消火した。
- 江戸開城の交渉が行われている最中、勝海舟は無血開城以外にもいくつかの手を考えていた。徳川慶喜の海外亡命などと並び、新政府軍相手の強硬策のひとつとして一斉多発的放火による「江戸市街地の完全焦土化（焦土作戦）」をも考慮していた、とする話が伝わる。その準備として辰五郎らに資金が与えられ、辰五郎を通して江戸中の町火消組、鳶職の親分、博徒の親方、穢多頭・非人頭らに対し、作戦実行の際の協力が求められた。
- 彰義隊が起こした上野戦争の際は71歳であったが、を組の280余名ら町火消らは東叡山寛永寺を戦火から守らんと奮闘した。しかし大村益次郎らの新政府軍の砲火により伽藍のほとんどを焼失してしまい、敗走する彰義隊と共に火消らも山を下りた。これが江戸の終焉でもあり、将軍家墓所の伽藍を守れなかった辰五郎は火消引退を決めたと伝わる。
- 黒田清隆が開拓使次官として北海道に渡る際、開拓地での揉め事の仲裁を侠客に任せようと新門を訪ねた。辰五郎は子分の本間鉄五郎（西門の鉄）に子分をつけ送り出すと約束。更に鉄砲洲の角島伝蔵に黒田を紹介した。角島は子分の阿部権四郎を角権と名乗らせ子分をつけて送り出すとした。明治の北海道やくざ社会は函館の丸茂一家、札幌の一丁一家が勢威を振るったが、本間、阿部は長老格として稼業の発展に貢献した。

## その他
- 浅草という繁華で名を売ったこともあり、没後は小説・講談・歌舞伎、テレビ番組のキャラクターに至るまで数多くのフィクションの題材とされている。歌舞伎の『神明恵和合取組』で有名ないわゆる「め組の喧嘩」（文化2年（1805年））の当事者め組の辰五郎は別人である。
- 新門の裔となる杉林家（当代：杉林仁一）が今日に至るまで株式会社新門社長として浅草寺の出入り業者を務めている（辰五郎から数えて5代目の町田仁太郎が町田家から杉林家に養子に入り、当代は辰五郎から7代目）。墓所は東京都豊島区の盛雲寺、東京都荒川区の円通寺に追弔碑がある。

### テレビドラマ
- 『翔ぶが如く』（平成2年（1990年）、NHK大河ドラマ、演：三木のり平）
- 『徳川慶喜』（平成10年（1998年）、NHK大河ドラマ、演：堺正章）
- 『熱血!周作がゆく』 (平成12年(2000年) 、テレビ朝日、演 : 中野英雄)
- 『日曜劇場 JIN-仁-』（平成21年（2009年）・平成23年（2011年）、TBSテレビ、演：中村敦夫）